# 木見站
木見站（日语：／ Kimi eki */?）是位於日本岡山縣倉敷市木見，隸屬於西日本旅客鐵道（JR西日本）的鐵路車站，車站編號為JR-M10。本站以停靠普通列車為主，且只行駛至兒島站。過去每天設有通往四國方向的4個來回班次的普通列車。現時已取消，並只有在清晨和深宵時份，共有3來回的快速「Marine Liner」停靠且直通四國。

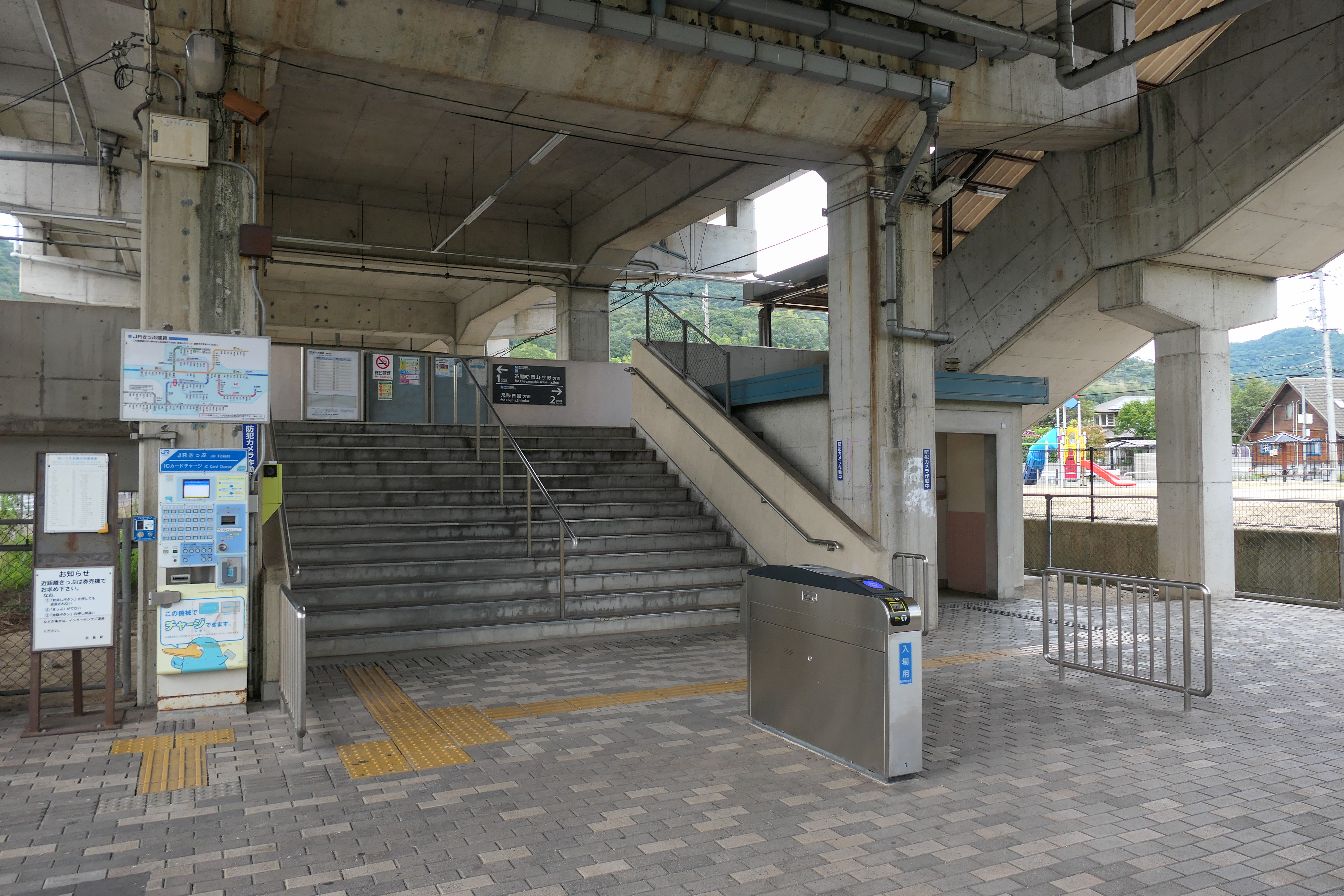
驗票口(2022年9月)

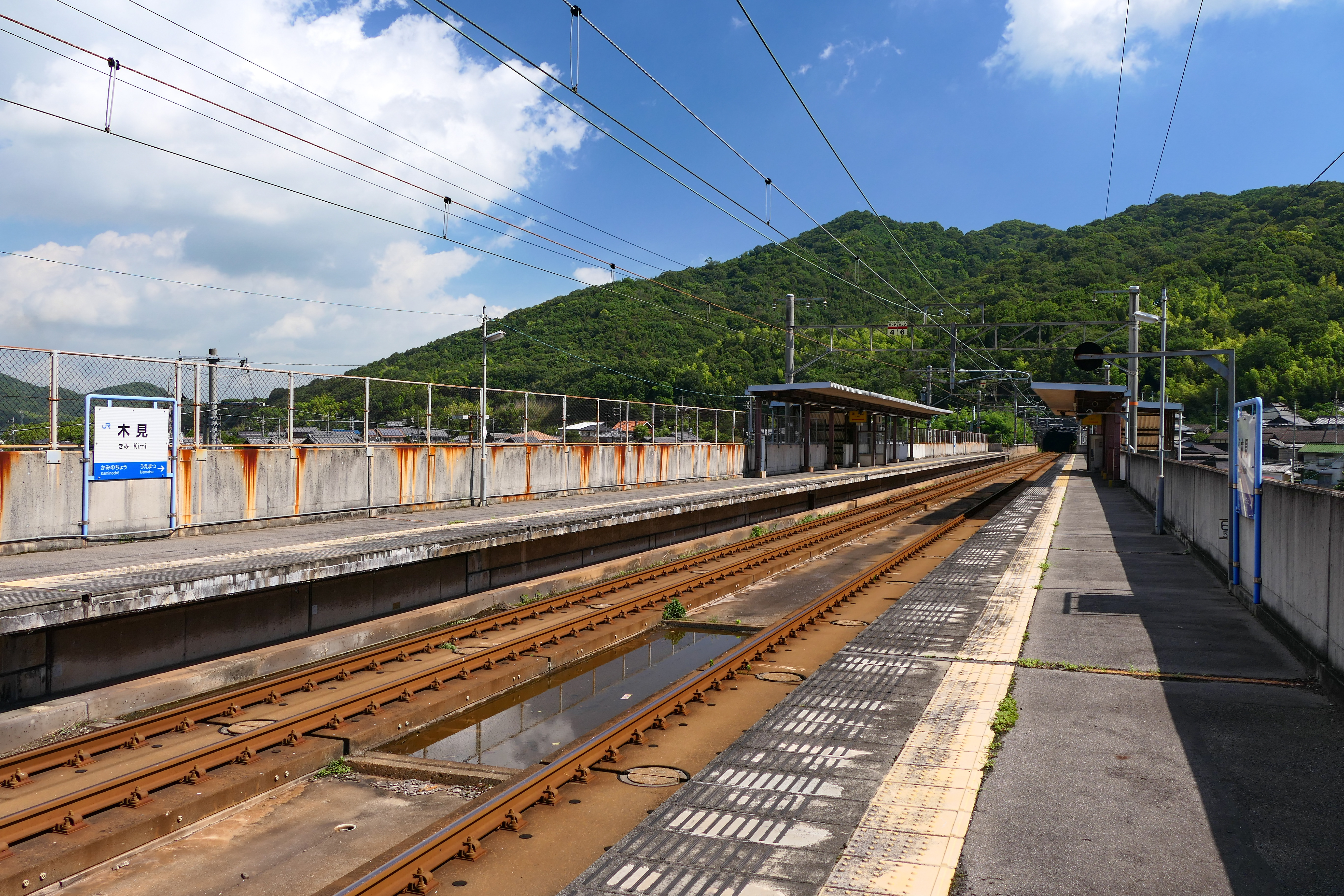
1號與2號月台(2023年7月)

## 車站結構
本四備讚線內的新建車站，均全為簡易車站模式興建的高架車站，售票機及簡易入閘機均設於地面的開放空間，洗手間則位於樓梯右旁位置。通過簡易入閘器後沿樓梯上至約半層高的公共空間，並在此處起便分為左右兩邊，分別前往所屬的月台。
2樓為候車月台，設有側式月台2個，除了連接樓梯口部份是設有約1列長度的上蓋外，其他均是露天部份，月台的有效長度為7輛。

### 月台配置
| 月台 | 路線                     | 方向 | 目的地         |
| ---- | ------------------------ | ---- | -------------- |
| 1    | 本四備讚線（瀨戶大橋線） | 上行 | 岡山方向       |
| 2    | 本四備讚線（瀨戶大橋線） | 下行 | 兒島、高松方向 |

## 歷史
- 1988年3月20日：本四備讃線開通，設站。

## 使用人數
| 乗車人員推移 | 乗車人員推移 |
| 年度         | 1日平均人数  |
| ------------ | ------------ |
| 1999         | 181          |
| 2000         | 176          |
| 2001         | 181          |
| 2002         | 192          |
| 2003         | 193          |
| 2004         | 192          |
| 2005         | 185          |
| 2006         | 158          |
| 2007         | 163          |
| 2008         | 170          |
| 2009         | 185          |
| 2010         | 199          |
| 2011         | 206          |
| 2012         | 196          |
| 2013         | 193          |
| 2014         | 194          |
| 2015         | 201          |
| 2016         | 200          |
| 2017         | 197          |
| 2018         | 195          |
| 2019         | 189          |
| 2020         | 167          |

## 相鄰車站
※快速「Marine Liner」（只限早上、深夜的一部分停靠此站）的相鄰停靠站參見列車條目。
西日本旅客鐵道
 瀨戶大橋線（本四備讚線）
植松（JR-M09）－木見（JR-M10）－上之町（JR-M11）

## 外部連結
- JR西日本木見站官方網站。 （页面存档备份，存于）